# Kovács Csaba (labdarúgó)
Kovács Csaba (1942. október 6. –) labdarúgó, hátvéd.

## Pályafutása
1962 és 1972 között a Tatabányai Bányász labdarúgója volt. Az élvonalban 1963. március 24-én mutatkozott be az Újpesti Dózsa ellen, ahol csapata 2–0-s győzelmet aratott. Összesen 105 élvonalbeli bajnoki mérkőzésen szerepelt és két gólt szerzett. 1972 nyarán a KOMÉP játékosa lett.

## Sikerei, díjai
- Magyar bajnokság
  - 3.: 1966